# Diocesi di Pereira
La diocesi di Pereira (in latino Dioecesis Pereirana) è una sede della Chiesa cattolica in Colombia suffraganea dell'arcidiocesi di Manizales. Nel 2021 contava 924.572 battezzati su 1.156.556 abitanti. È retta dal vescovo Nelson Jair Cardona Ramírez.

## Territorio
L'arcidiocesi comprende 21 comuni di 2 dipartimenti colombiani:
- nel dipartimento di Risaralda i comuni di Apía, Balboa, Belén de Umbría, Dosquebradas, Guática, La Celia, La Virginia, Marsella, Mistrató, Pereira, Pueblo Rico, Quinchía e Santuario;
- nel dipartimento di Caldas i comuni di Anserma, Belalcázar, Marmato, Riosucio, Risaralda, San José, Supía e Viterbo.[1]

Sede vescovile è la città di Pereira, dove si trova la cattedrale di Nostra Signora della Povertà.
Il territorio si estende su una superficie di 6.126 km² ed è suddiviso in 111 parrocchie, raggruppate in 8 vicariati.

## Storia
La diocesi è stata eretta il 17 dicembre 1952 con la bolla Leguntur saepissime di papa Pio XII, ricavandone il territorio dalla prefettura apostolica di Chocó e dalla diocesi di Manizales (oggi arcidiocesi). Originariamente era suffraganea dell'arcidiocesi di Medellín.
Il 24 ottobre 1953, con la lettera apostolica Quod novissima, lo stesso papa Pio XII ha proclamato la Beata Maria Vergine Immacolata patrona principale della diocesi.
Il 10 maggio 1954 la diocesi di Pereira è entrata a far parte della provincia ecclesiastica dell'arcidiocesi di Manizales.

## Cronotassi dei vescovi
Si omettono i periodi di sede vacante non superiori ai 2 anni o non storicamente accertati.
- Baltasar Álvarez Restrepo † (18 dicembre 1952 - 1º luglio 1976 ritirato)
- Darío Castrillón Hoyos † (1º luglio 1976 succeduto - 16 dicembre 1992 nominato arcivescovo di Bucaramanga)
- Fabio Suescún Mutis (20 novembre 1993 - 19 gennaio 2001 nominato ordinario militare in Colombia)
- Tulio Duque Gutiérrez, S.D.S. (25 luglio 2001 - 15 luglio 2011 ritirato)
- Rigoberto Corredor Bermúdez (15 luglio 2011 - 4 ottobre 2024 ritirato)
- Nelson Jair Cardona Ramírez, dal 4 ottobre 2024

## Statistiche
La diocesi nel 2021 su una popolazione di 1.156.556 persone contava 924.572 battezzati, corrispondenti al 79,9% del totale.
| anno | popolazione | popolazione | popolazione | presbiteri | presbiteri | presbiteri | presbiteri                | diaconi | religiosi | religiosi | parrocchie |
| anno | battezzati  | totale      | %           | numero     | secolari   | regolari   | battezzati per presbitero | diaconi | uomini    | donne     | parrocchie |
| ---- | ----------- | ----------- | ----------- | ---------- | ---------- | ---------- | ------------------------- | ------- | --------- | --------- | ---------- |
| 1966 | 600.000     | 603.000     | 99,5        | 134        | 95         | 39         | 4.477                     |         | 39        | 525       | 48         |
| 1970 | 650.000     | 650.000     | 100,0       | 113        | 98         | 15         | 5.752                     |         | 16        | 15        | 51         |
| 1976 | 622.458     | 638.129     | 97,5        | 120        | 98         | 22         | 5.187                     |         | 29        | 175       | 52         |
| 1977 | 688.300     | 693.420     | 99,3        | 124        | 96         | 28         | 5.550                     | 2       | 41        | 321       | 52         |
| 1990 | 803.000     | 830.000     | 96,7        | 183        | 160        | 23         | 4.387                     | 13      | 34        | 353       | 76         |
| 1999 | 873.287     | 1.034.930   | 84,4        | 191        | 163        | 28         | 4.572                     | 14      | 62        | 264       | 91         |
| 2000 | 893.421     | 1.053.930   | 84,8        | 182        | 154        | 28         | 4.908                     | 14      | 71        | 271       | 93         |
| 2001 | 902.149     | 1.072.513   | 84,1        | 186        | 165        | 21         | 4.850                     | 15      | 61        | 307       | 93         |
| 2002 | 1.050.000   | 1.100.000   | 95,5        | 202        | 176        | 26         | 5.198                     | 17      | 75        | 312       | 93         |
| 2003 | 1.060.000   | 1.106.000   | 95,8        | 188        | 159        | 29         | 5.638                     | 22      | 72        | 298       | 94         |
| 2004 | 900.000     | 1.200.000   | 75,0        | 216        | 188        | 28         | 4.166                     | 23      | 64        | 312       | 100        |
| 2013 | 1.041.000   | 1.380.000   | 75,4        | 210        | 180        | 30         | 4.957                     | 36      | 40        | 226       | 101        |
| 2016 | 847.608     | 1.059.511   | 80,0        | 179        | 155        | 24         | 4.735                     | 34      | 58        | 133       | 107        |
| 2019 | 915.284     | 1.144.057   | 80,0        | 183        | 158        | 25         | 5.001                     | 31      | 60        | 129       | 110        |
| 2021 | 924.572     | 1.156.556   | 79,9        | 181        | 156        | 25         | 5.108                     | 38      | 67        | 210       | 111        |